# نفايات مشعة مختلطة

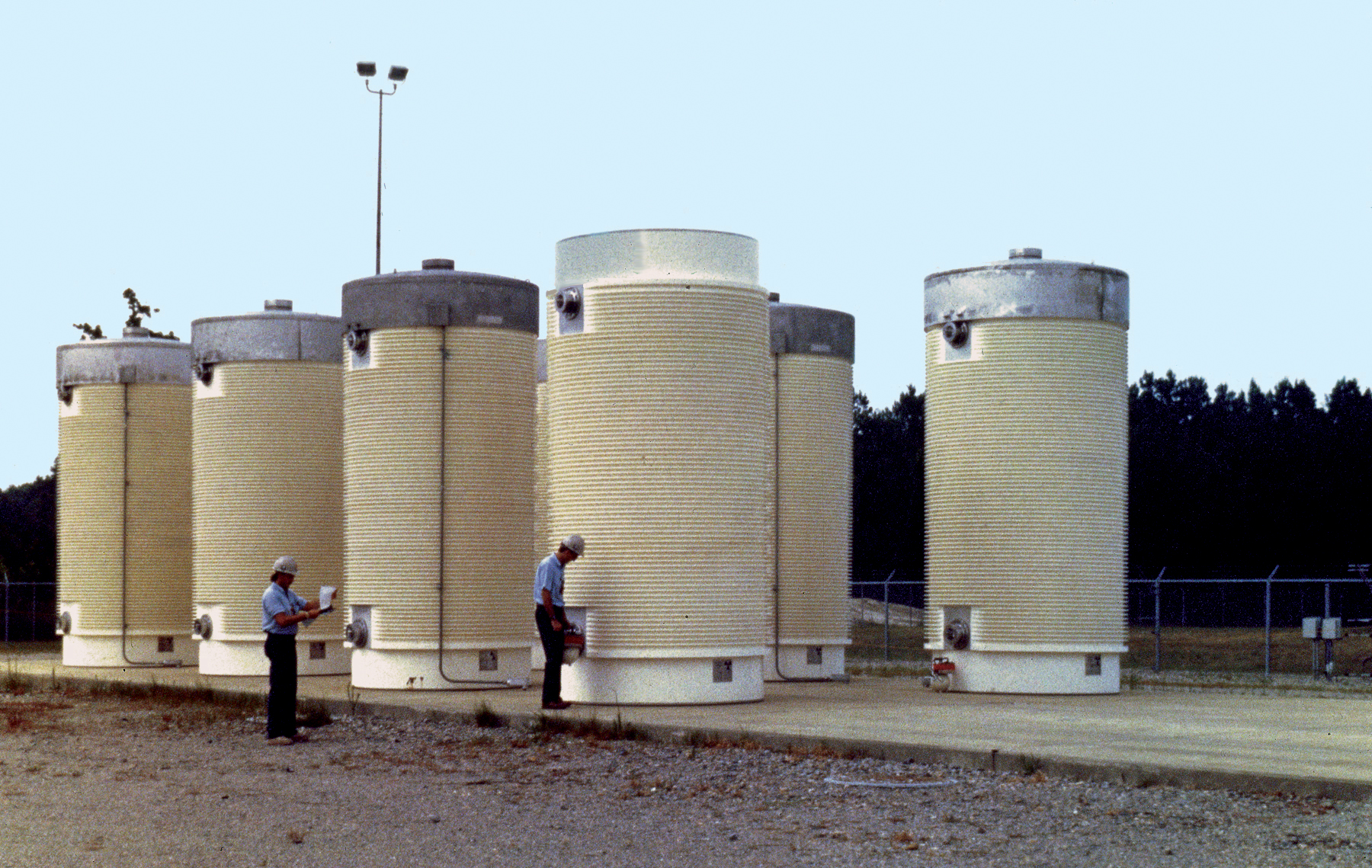
تخزين المخلفات الإشعاعية في الولايات المتحدة

نفايات مشعة مختلطة وفقًا لوكالة حماية البيئة بالولايات المتحدة، فإن النفايات المختلطة هي نوع من النفايات المحددة على النحو التالي "تحتوي النفايات المشعة المختلطة على كل من النفايات الخطرة والنفايات المشعة.
يوجد تعريف قانوني شامل في قانون الامتثال للمرافق الفيدرالية «يعني مصطلح» النفايات المختلطة وهي «النفايات التي تحتوي على كل من النفايات الخطرة ومصدرها، والمواد النووية الخاصة، أو المنتجات الثانوية الخاضعة ل قانون الطاقة الذرية لعام 1954.»
تعتبر النفايات المختلطة أغلى بكثير لإدارة النفايات والتخلص منها من النفايات المشعة فقط. يمكن لمولدات النفايات تجنب ارتفاع تكاليف إعادة الشحن عن طريق القضاء على أو تقليل حجم النفايات المختلطة المتولدة.